# 伊特里
伊特里是意大利拉齐奥大区拉蒂纳省的一个镇，位于加埃塔湾畔，面积101平方公里，人口9,198人（2004年）。

## 名人
- 弗拉·迪亚沃洛：游击队领袖

## 友好城市
- 美国克兰斯顿